# ألان تومسون (لاعب دوري الرغبي أسترالي)
ألان تومسون (بالإنجليزية: Alan Thompson)‏ هو لاعب دوري الرغبي أسترالي، ولد في 10 أكتوبر 1953 في سيدني في أستراليا.